# 第二航路トンネル
第二航路海底トンネル（だいにこうろかいていトンネル）は、東京臨海副都心青海地区（江東区青海）と中央防波堤内側埋立地（江東区海の森）の間に位置する海底トンネルである。片側2車線の計4車線、総延長は1,084 メートル（うち海底部分 744メートル）。

## 概要
中央防波堤埋立処分場に土砂や廃棄物を運ぶために1973年（昭和48年）に建設が開始され、1980年（昭和55年）に完成した。工法は臨海トンネルと同様の沈埋工法である。なお、取付道路は開削工法で建設されている。
沈埋函は、大井ふ頭その1（現・大井コンテナふ頭）と大井ふ頭その2（現・城南島）の間に設けられた大井ドライドックを使用して製作された。沈埋部トンネルの断面形状決定にあたって、第4種第1級、往復分離4車線の条件を基本に、①トンネルの利用計画（車道幅員、換気ダクト、歩道、ケーブルダクト等）、②沈埋函の製作方法、③曳航時の安定、④沈埋設置の作業性等を検討して沈埋函の形状を矩形断面に決定し、幅28.4 m、高さ8.8 m、長さ124 mの函体ブロック（エレメント）6函が製造された。
トンネルは、車道ダクト×2、歩道ダクト、換気ダクト×2、ケーブルダクトで構成され、車道ダクトの形状は、有効幅員7.50 m（車道3.50 m×2車線、側帯：0.25 m×2）、路肩1.50 m（0.60 m+0.90 m）、余裕幅0.2 m（0.1 m×2）で総幅員は9.20 m、建築限界4.50 m、余裕高0.2 m、有効高4.70 mで構築されている。歩道の幅は換気ダクトの関係から決定し、幅員3.0 m、高さ2.5 mである。沈埋函の上床板（天井部）の厚さは1.10 m、下床板の厚さは1.15 m、側壁の厚さは1.10 m、車道ダクトと換気ダクト（歩道ダクト・ケーブルダクト）の隔壁の厚さは0.50 m、トンネル中央部の中壁の厚さは0.80 mとなっている。
当初は臨海副都心地区と中央防波堤埋立地を結ぶだけの機能であり、関係車両やごみ収集車、団体見学車両以外は通行が禁止されていた。その後、2002年（平成14年）の東京港臨海道路I期（臨海トンネル）開通時に一般に開放され、レインボーブリッジ - 東京湾岸アンダー - 青海トンネル - 第二航路トンネル - 臨海トンネルを経由することで都心から羽田方面への新たなルートの一端を担うようになり、首都高速湾岸線（東京港トンネル）の混雑緩和に寄与している。2012年（平成24年）には東京ゲートブリッジを経て若洲まで接続するようになった。
都営バスの波01系統が本トンネルを通過している。
中央防波堤内側埋立地の帰属が未定だった当時は、本トンネルの入口が属する青海三丁目の地先とされていた。

## 諸元
以下は、建設当時の設計諸元である。
- 位置：江東区有明2丁目地先13号その2埋立地 - 中央防波堤内側
- 施工道路延長：1781.8 m[6]
- トンネル形式：鉄筋コンクリート製沈埋トンネル
- トンネル延長：1084.8 m（沈埋トンネル：744.0 m）
- 沈埋函政策方式：ドライドック方式
- 車線数：往復分離4車線
- 構造規格：第4種第1級
- 設計速度：60 km/h
- 航路条件：有効幅員 300m、計画水深 A.P. -12 m
- 最急縦断勾配：4 %
- 最小土かぶり：1.5 m
- 幅員構成（沈埋トンネル部）
  - 車道（1方向あたり）9.0 m、車道：7.5 m（3.5 m×2車線）、側帯：0.25 m×2、路肩：1.5 m（0.6 m+0.9 m）
  - 歩道：3.0 m
- 換気方式：局所排気付送気型半横流式（立坑排気）
- 設計：オリエンタルコンサルタンツ
- 施工：東京港第二航路海底トンネル工事共同企業体（構成員：大成建設、鹿島建設、大林組、熊谷組、前田建設工業）
- 総事業費：約175億円

## 通行規制
原動機付自転車（排気量50cc以下）、自転車、歩行者は通行禁止となっている。本トンネルには道路部分の他に一般地下歩道部分もあるが、その入口は常にシャッターで閉められている。
また、東京都港湾管理条例第15条に基づき、別表2に掲げる爆発性又は易燃性を有する物件その他の危険物の積載車両及び別表3に掲げる危険物の積載車両で道標に車両の種類ごとに規定する要件を満たしていないものは原則通行できない。